# Glöckel-Erlass
Der Glöckel-Erlass vom 10. April 1919 bezeichnet einen nach dem österreichischen sozialdemokratischen Politiker Otto Glöckel benannten Erlass, der in der Zeit der Ersten österreichischen Republik bis 1933 in Kraft war. Der Erlass schaffte die Verpflichtung zu religiösen Übungen (Schulgebet) und der Teilnahme am Religionsunterricht für Schüler und Lehrer ab.

## Wortlaut und Aufhebung
Der Wortlaut des Erlasses:

„Im Grunde des Art. 14, Abs. 3, des St.G.G. vom 21. Dezember 1867, R.G.Bl. Nr. 142, über die allgemeinen Rechte der Staatsbürger, finde ich anzuordnen, daß an allen dem Staatsamte für Inneres und Unterricht unterstehenden mittleren Lehranstalten jeder Zwang zur Teilnahme an religiösen Übungen untersagt ist. Die Nichtteilnahme an einer religiösen Übung darf auf die Klassifikation des Schülers keinen Einfluß ausüben.

Ebenso hat an den allgemeinen Volksschulen und an den Bürgerschulen jedweder Zwang in der angedeuteten Richtung zu entfallen, insoferne landesgesetzliche Vorschriften nicht entgegenstehen. Die Bestimmungen der §§ 10, 63, 74 und 191 der Schul- und Unterrichtsordnung, soweit sie sich auf die religiösen Übungen beziehen, treten außer Kraft.“

Unter der Regierung von Engelbert Dollfuß wurde der Erlass am 10. April 1933 von Unterrichtsminister Anton Rintelen aufgehoben.